# Beathoven (isländische Band)

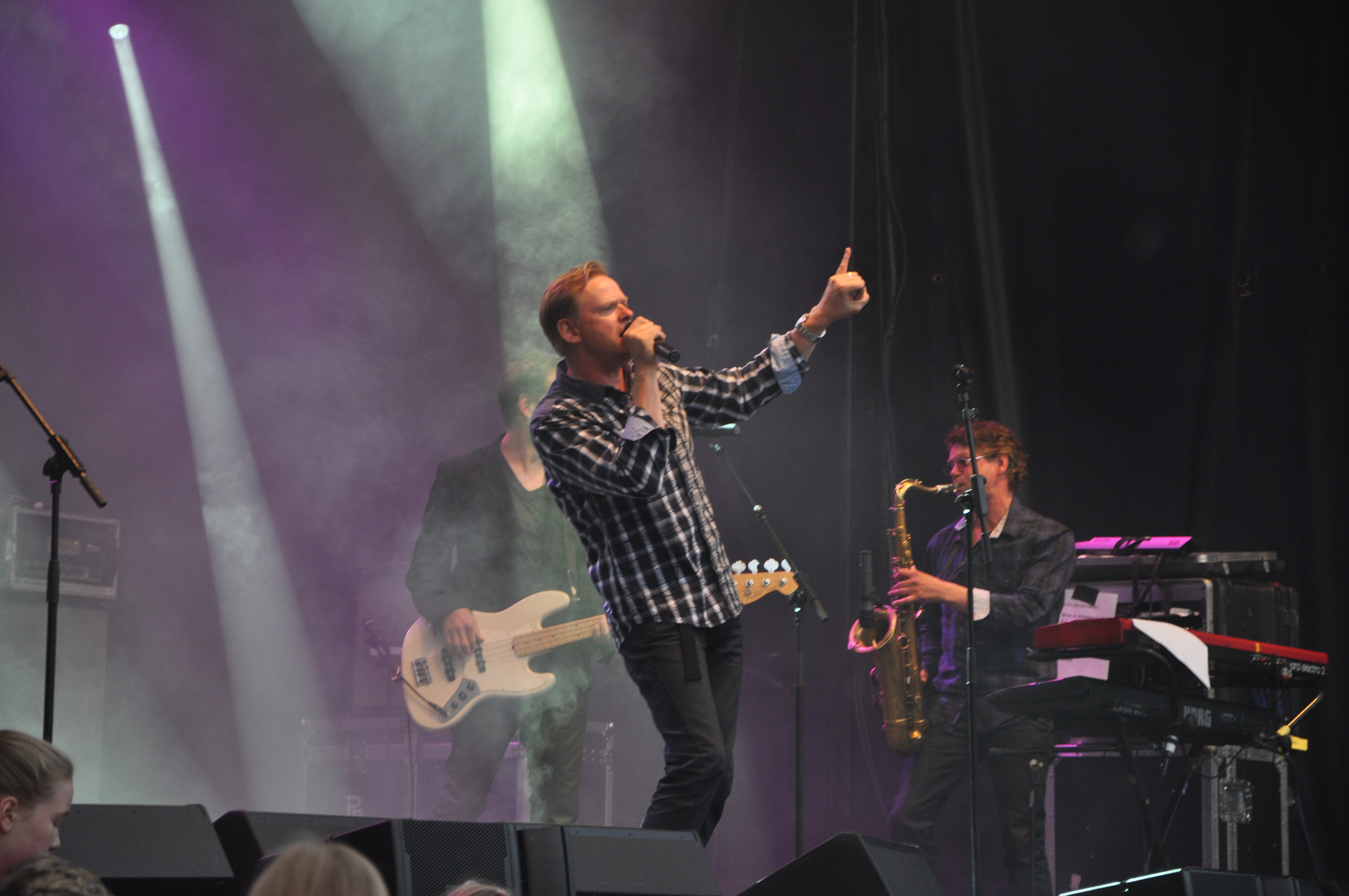
Stefán Hilmarsson, Sänger der Band (2012)

Beathoven war ein kurzlebiges isländisches Schlager-Duo, bestehend aus Stefán Hilmarsson (Gesang) und Sverrir Stormsker (Klavier, Gesang).

## Hintergrund
Als Gewinner des isländischen Vorentscheids durften sie beim Eurovision Song Contest 1988 in Dublin auftreten. Mit ihrem Schlagerpop-Song Þú og þeir (Sókrates) erreichten sie den 16. Platz.